# Ернст Ставро Блофелд
Ернест Ставро Блофелд један од најопаснијих Бондових противника у својој историји, највећа опасност за МИ6 и Тајну службу њеног величанства. Шеф терористичке организације СПЕКТРА и један од ретких који се осветио Џејмс Бонду, тако што му је убио супругу Трејси Бонд на крају филма У тајној служби Њеног величанства. Иначе Блофелд се у свим филмовима појављује се персијском мачком.
Блофелд се појављује у филмовима:
- Из Русије с љубављу,
- Операција Гром,
- Само двапут се живи,
- У тајној служби Њеног величанства,
- Дијаманти су вечни,
- Само за твоје очи,
- Никад не реци никад,
- Спектра,
- Није време за умирање.

Појављује се и на почетку филма Само за твоје очи, када Џејмс Бонд посећује гроб своје бивше жене, а Бонда зову на састанак у МИ6, али пилот бива убијен, а хеликоптером, даљинским путем, управља Блофелд. Бонд (Роџер Мур) открива где је Блофелд, чије лице иначе није видљиво, узима га уз помоћ хеликоптера и баца у један од многих фабричких оџака. Блофелд се после 32 године, тј. 2015. појавио у 24. филму о Бонду Спектра и 2021. године у филму Није време за умирање.